# Superliga de Serbia 2024-25
La temporada 2024-25 fue la 19.ª edición de la Superliga de Serbia, la máxima categoría del fútbol serbio. La competición inició el 19 de julio de 2024 y finalizó el 1 de junio de 2025.
Estrella Roja fue el campeón defensor tras ganar el 35.º título de liga.

## Formato
Los 16 equipos participantes jugaron entre sí todos contra todos dos veces totalizando 30 partidos cada uno. Al término de la fecha 30 los 8 primeros pasarán a jugar en el Grupo campeonato, mientras que los 8 restantes lo hará en el Grupo descenso: dentro de cada grupo los equipos jugarán entre sí una sola vez, sumando 7 partidos más.
El primer clasificado del grupo campeonato obtendrá un cupo para la segunda ronda de clasificación de la Liga de Campeones 2025-26, el segundo y el tercer clasificadon tendrán plazas para la segunda ronda de la a Liga Conferencia 2025-26; por otro lado los dos últimos clasificados del grupo descenso serán relegados a la Prva Liga Srbija 2024-25 y el 14.º y el 13.º jugarán la promoción de descenso.
Un cupo para la primera ronda de la Liga Europa 2025-26 será asignado al campeón de la Copa de Serbia.

## Ascensos y descensos
| Pos. | Descendidos de la Superliga de Serbia 2023-24 |
| ---- | --------------------------------------------- |
| 13.º | Javor Matis                                   |
| 15.º | Voždovac                                      |
| 16.º | Radnik Surdulica                              |

| Pos. | Ascendidos de la Primera Liga Serbia 2023-24 |
| ---- | -------------------------------------------- |
| 1.º  | OFK Belgrado                                 |
| 2.º  | Jedinstvo Ub                                 |
| 4.º  | Tekstilac Odžaci                             |

## Equipos participantes
| Equipo                    | Ciudad       | Estadio                    | Capacidad |
| ------------------------- | ------------ | -------------------------- | --------- |
| FK Čukarički              | Belgrado     | Čukarički Stadium          | 4,070     |
| Estrella Roja de Belgrado | Belgrado     | Rajko Mitić Stadium        | 55,538    |
| FK IMT                    | Novi Beograd | Stadion Shopping Center    | 5,175     |
| FK Jedinstvo Ub           | Ub           | Stadion Dragan Džajić      | 3,500     |
| FK Mladost Lučani         | Lučani       | Mladost Stadium            | 5,944     |
| FK Napredak Kruševac      | Kruševac     | Mladost Stadium            | 10,331    |
| OFK Belgrado              | Belgrado     | Omladinski Stadion         | 19,100    |
| FK Partizan               | Belgrado     | Partizan Stadium           | 32,710    |
| FK Radnički Kragujevac    | Kragujevac   | Čika Dača Stadium          | 15,100    |
| FK Radnički Niš           | Niš          | Čair Stadium               | 18,151    |
| FK Spartak Subotica       | Subotica     | Subotica City Stadium      | 13,000    |
| FK Tekstilac Odžaci       | Odžaci       | Odžaci City Stadium        | 3,000     |
| FK Vojvodina              | Novi Sad     | Karađorđe Stadium          | 14,458    |
| TSC Bačka Topola          | Bačka Topola | TSC Arena                  | 4,500     |
| FK Železničar Pančevo     | Pančevo      | Stadion SC Mladost         | 2,300     |
| FK Novi Pazar             | Novi Pazar   | Gradski stadion Novi Pazar | 15,000    |

## Fase regular

### Tabla de posiciones
| Pos. | Equipo              | Pts. | PJ | G  | E  | P  | GF  | GC | Dif. | Clasificación    |
| ---- | ------------------- | ---- | -- | -- | -- | -- | --- | -- | ---- | ---------------- |
| 1    | Estrella Roja       | 86   | 30 | 28 | 2  | 0  | 106 | 22 | +84  | Grupo Campeonato |
| 2    | Partizán            | 63   | 30 | 18 | 9  | 3  | 58  | 29 | +29  | Grupo Campeonato |
| 3    | OFK Belgrado        | 46   | 30 | 13 | 7  | 10 | 40  | 39 | +1   | Grupo Campeonato |
| 4    | Radnički Kragujevac | 45   | 30 | 13 | 6  | 11 | 47  | 40 | +7   | Grupo Campeonato |
| 5    | Vojvodina           | 42   | 30 | 11 | 9  | 10 | 48  | 40 | +8   | Grupo Campeonato |
| 6    | Mladost Lučani      | 42   | 30 | 11 | 9  | 10 | 32  | 34 | −2   | Grupo Campeonato |
| 7    | TSC Bačka Topola    | 41   | 30 | 12 | 5  | 13 | 48  | 44 | +4   | Grupo Campeonato |
| 8    | Novi Pazar          | 40   | 30 | 11 | 7  | 12 | 46  | 54 | −8   | Grupo Campeonato |
| 9    | Čukarički           | 39   | 30 | 10 | 9  | 11 | 37  | 40 | −3   | Grupo Descenso   |
| 10   | IMT                 | 37   | 30 | 10 | 7  | 13 | 37  | 46 | −9   | Grupo Descenso   |
| 11   | Železničar Pančevo  | 35   | 30 | 9  | 8  | 13 | 37  | 37 | 0    | Grupo Descenso   |
| 12   | Napredak Kruševac   | 35   | 30 | 9  | 8  | 13 | 29  | 50 | −21  | Grupo Descenso   |
| 13   | Spartak Subotica    | 34   | 30 | 8  | 10 | 12 | 26  | 40 | −14  | Grupo Descenso   |
| 14   | Radnički Niš        | 32   | 30 | 8  | 8  | 14 | 40  | 59 | −19  | Grupo Descenso   |
| 15   | Tekstilac Odžaci    | 31   | 30 | 9  | 4  | 17 | 25  | 52 | −27  | Grupo Descenso   |
| 16   | Jedinstvo Ub        | 16   | 30 | 4  | 4  | 22 | 22  | 60 | −38  | Grupo Descenso   |

Actualizado a los partidos jugados el 7 de abril de 2025.
 Fuente: SoccerWay
Criterios de clasificación: 1) Puntos; 2) Puntos en partidos directos; 3) Gol diferencia en partidos directos; 4) Goles anotados en partidos directos; 5) Goles de visitante en partidos directos (si dos equipos están empatados); 6) Gol diferencia; 7) Goles anotados; 8) Ranking Fair Play; 9) Sorteo.

### Resultados
| Local \ Visitante   | ČUK | ERB | IMT | JED | MLA | NAP | NPZ | OFK | PAR | RDK | RNI | SPA | TEK | TSC | VOJ | ŽEL |
| ------------------- | --- | --- | --- | --- | --- | --- | --- | --- | --- | --- | --- | --- | --- | --- | --- | --- |
| Čukarički           | —   | 1–4 | 0–2 | 2–1 | 0–0 | 0–0 | 1–1 | 0–1 | 0–1 | 1–1 | 2–0 | 1–2 | 3–0 | 1–2 | 3–1 | 2–1 |
| Estrella Roja       | 5–2 | —   | 4–0 | 4–0 | 2–2 | 2–0 | 4–1 | 3–1 | 3–3 | 6–0 | 5–1 | 2–1 | 6–0 | 3–1 | 3–0 | 2–1 |
| IMT                 | 1–1 | 1–3 | —   | 2–0 | 3–0 | 3–2 | 0–0 | 1–1 | 0–0 | 0–4 | 3–1 | 1–2 | 3–0 | 0–2 | 0–3 | 1–1 |
| Jedinstvo Ub        | 0–1 | 0–4 | 2–3 | —   | 1–2 | 0–0 | 0–1 | 0–1 | 0–4 | 2–2 | 0–2 | 2–0 | 1–0 | 4–1 | 1–1 | 0–1 |
| Mladost Lučani      | 3–1 | 0–2 | 1–0 | 2–1 | —   | 1–0 | 1–3 | 1–2 | 1–3 | 2–1 | 1–1 | 0–0 | 1–2 | 4–1 | 1–3 | 1–1 |
| Napredak Kruševac   | 2–1 | 0–4 | 1–1 | 2–1 | 1–2 | —   | 2–1 | 1–3 | 0–1 | 1–0 | 2–1 | 2–0 | 1–1 | 0–3 | 1–1 | 1–2 |
| Novi Pazar          | 2–2 | 1–7 | 3–1 | 3–1 | 0–1 | 2–0 | —   | 0–0 | 3–4 | 2–0 | 3–3 | 3–2 | 2–3 | 2–1 | 0–4 | 3–1 |
| OFK Belgrado        | 1–2 | 0–1 | 4–3 | 3–0 | 0–0 | 0–2 | 1–1 | —   | 3–2 | 3–5 | 2–0 | 1–1 | 1–0 | 2–2 | 3–1 | 1–2 |
| Partizán            | 3–1 | 0–4 | 1–1 | 3–0 | 2–0 | 0–0 | 3–2 | 4–1 | —   | 2–2 | 3–1 | 2–2 | 4–1 | 0–0 | 0–0 | 2–0 |
| Radnički Kragujevac | 1–1 | 0–1 | 1–3 | 4–0 | 1–0 | 1–0 | 2–0 | 2–0 | 0–2 | —   | 4–0 | 2–0 | 1–0 | 1–3 | 2–2 | 2–3 |
| Radnički Niš        | 2–2 | 0–3 | 3–0 | 1–4 | 1–1 | 3–1 | 2–1 | 1–1 | 0–1 | 1–2 | —   | 3–2 | 1–2 | 1–0 | 1–4 | 2–1 |
| Spartak Subotica    | 1–1 | 1–5 | 2–0 | 1–0 | 0–0 | 0–2 | 1–1 | 0–1 | 2–1 | 1–0 | 1–1 | —   | 1–0 | 0–0 | 0–4 | 0–0 |
| Tekstilac Odžaci    | 0–1 | 0–4 | 1–2 | 1–1 | 1–0 | 0–0 | 2–1 | 2–0 | 1–4 | 0–1 | 1–3 |     | —   | 2–1 | 1–3 | 0–2 |
| TSC Bačka Topola    | 2–1 | 1–2 | 1–0 | 2–0 | 1–2 | 4–2 | 5–2 | 0–1 | 1–2 | 0–2 | 4–1 | 0–0 | 1–2 | —   | 1–3 | 1–0 |
| Vojvodina           | 0–1 | 3–5 | 0–1 | 1–0 | 0–0 | 1–2 | 0–1 | 2–1 | 0–0 | 3–2 | 3–3 | 1–3 |     | 1–3 | —   | 2–0 |
| Železničar Pančevo  | 1–2 | 1–3 | 2–1 | 6–0 | 1–2 | 1–1 | 0–1 | 0–1 | 0–1 | 1–1 | 0–0 | 2–0 | 3–0 | 3–3 | 1–1 | —   |

## Grupo Campeonato
| Pos. | Equipo              | Pts. | PJ | G  | E  | P  | GF  | GC | Dif. | Clasificación 2025-26                 |
| ---- | ------------------- | ---- | -- | -- | -- | -- | --- | -- | ---- | ------------------------------------- |
| 1    | Estrella Roja (C)   | 100  | 37 | 32 | 4  | 1  | 123 | 35 | +88  | Segunda ronda de la Liga de Campeones |
| 2    | Partizán            | 73   | 37 | 21 | 10 | 6  | 73  | 40 | +33  | Primera ronda de la Liga Europa       |
| 3    | Novi Pazar          | 54   | 37 | 15 | 9  | 13 | 60  | 65 | −5   | Segunda ronda de la Liga Conferencia  |
| 4    | OFK Belgrado        | 53   | 37 | 15 | 8  | 14 | 53  | 54 | −1   |                                       |
| 5    | Radnički Kragujevac | 53   | 37 | 15 | 8  | 14 | 60  | 53 | +7   | Segunda ronda de la Liga Conferencia  |
| 6    | Vojvodina           | 53   | 37 | 14 | 11 | 12 | 57  | 49 | +8   |                                       |
| 7    | TSC Bačka Topola    | 50   | 37 | 15 | 5  | 17 | 59  | 58 | +1   |                                       |
| 8    | Mladost Lučani      | 47   | 37 | 12 | 11 | 14 | 38  | 48 | −10  |                                       |

Actualizado a los partidos jugados el 24 de mayo de 2025.
 Fuente: SuperLiga, SoccerWay
Criterios de clasificación: 1) Puntos; 2) Puntos en partidos directos; 3) Gol diferencia en partidos directos; 4) Goles anotados en partidos directos; 5) Goles de visitante en partidos directos (si dos equipos están empatados); 6) Gol diferencia; 7) Goles anotados; 8) Ranking Fair Play; 9) Sorteo.

## Grupo Descenso
| Pos. | Equipo                | Pts. | PJ | G  | E  | P  | GF | GC | Dif. | Clasificación 2025-26                    |
| ---- | --------------------- | ---- | -- | -- | -- | -- | -- | -- | ---- | ---------------------------------------- |
| 1    | Čukarički             | 49   | 37 | 12 | 13 | 12 | 47 | 49 | −2   |                                          |
| 2    | Železničar Pančevo    | 49   | 37 | 13 | 10 | 14 | 49 | 43 | +6   |                                          |
| 3    | IMT                   | 48   | 37 | 13 | 9  | 15 | 49 | 55 | −6   |                                          |
| 4    | Spartak Subotica      | 44   | 37 | 11 | 11 | 15 | 35 | 51 | −16  |                                          |
| 5    | Radnički Niš (O)      | 43   | 37 | 11 | 10 | 16 | 49 | 67 | −18  | Promoción de descenso                    |
| 6    | Napredak Kruševac (O) | 42   | 37 | 11 | 9  | 17 | 35 | 58 | −23  | Promoción de descenso                    |
| 7    | Tekstilac Odžaci (D)  | 37   | 37 | 11 | 4  | 22 | 32 | 64 | −32  | Descenso a la Segunda División de Serbia |
| 8    | Jedinstvo Ub (D)      | 25   | 37 | 7  | 4  | 26 | 32 | 72 | −40  | Descenso a la Segunda División de Serbia |

Actualizado a los partidos jugados el 24 de mayo de 2025.
 Fuente: SuperLiga, SoccerWay
Criterios de clasificación: 1) Puntos; 2) Puntos en partidos directos; 3) Gol diferencia en partidos directos; 4) Goles anotados en partidos directos; 5) Goles de visitante en partidos directos (si dos equipos están empatados); 6) Gol diferencia; 7) Goles anotados; 8) Ranking Fair Play; 9) Sorteo.

## Play-offs de permanencia
| Equipo 1          | Agr. | Equipo 2         | Ida | Vuelta |
| ----------------- | ---- | ---------------- | --- | ------ |
| Napredak Kruševac | 1–0  | Mladost Novi Sad | 0:0 | 1:0    |
| Radnički Niš      | 2–0  | Mačva Šabac      | 0:0 | 2:0    |

## Goleadores
Actualizado al 1 de junio de 2025.
| Pos. | Jugador        | Equipo             | Goles |
| ---- | -------------- | ------------------ | ----- |
| 1    | Cherif Ndiaye  | Estrella Roja      | 19    |
| 2    | Bruno Duarte   | Estrella Roja      | 16    |
| 3    | Bibras Natkho  | Partizán           | 15    |
| 3    | Bamidele Yusuf | Vojvodina          | 15    |
| 5    | Lazar Romanić  | Železničar Pančevo | 14    |